# Conasprelloides levistimpsoni
Conasprelloides levistimpsoni is een slakkensoort uit de familie van de Conidae. De wetenschappelijke naam van de soort is voor het eerst geldig gepubliceerd in 2013 door Tucker.